# Domaine de la Léonardsau

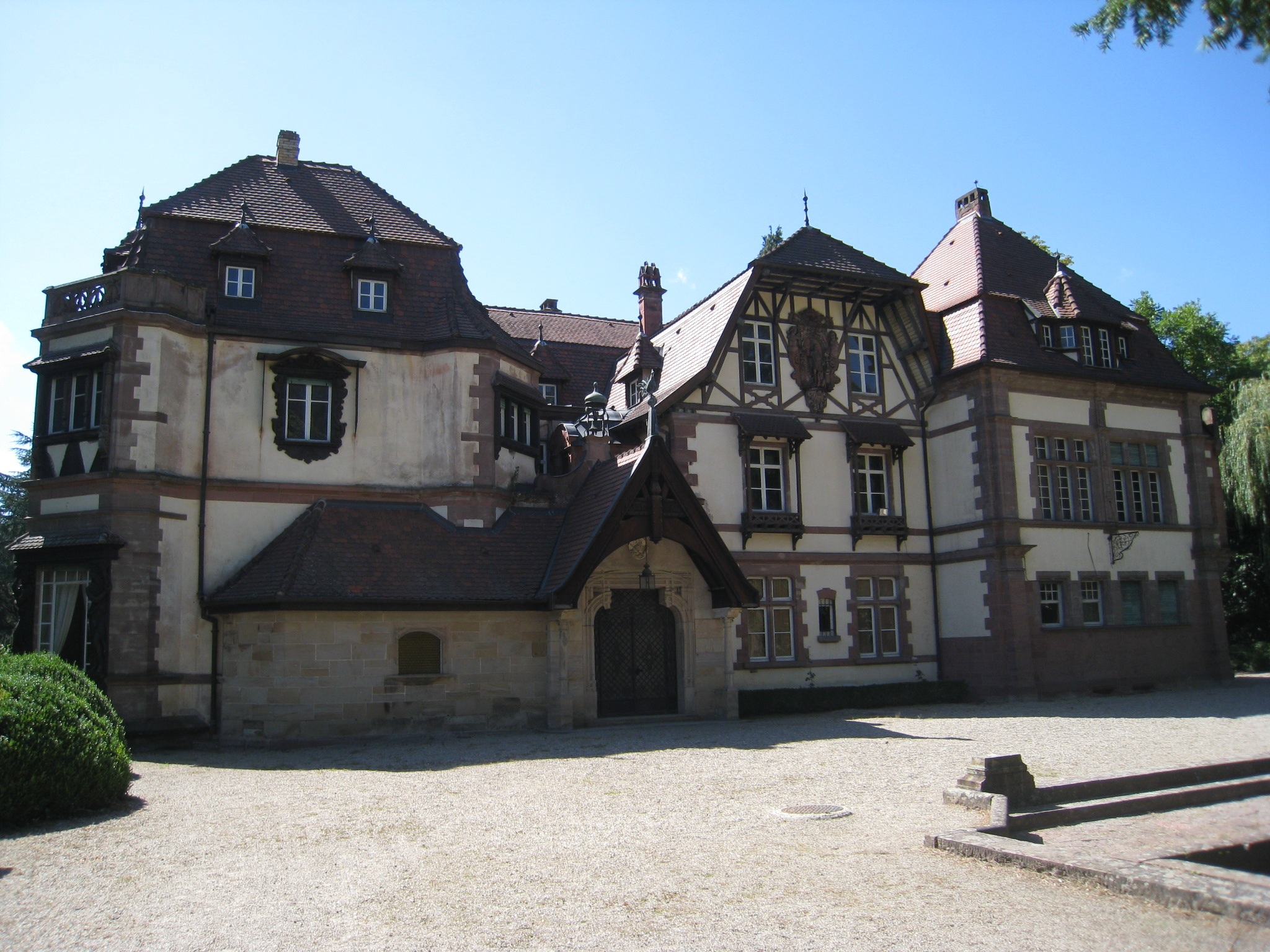
Château de la Léonardsau

Domaine de la Léonardsau é um castelo na comuna de Obernai, no departamento de Bas-Rhin, Alsace, França. É classificado como um monumento histórico desde 1986.